# August Wernecke
August Wilhelm Ferdinand Wernecke (* 16. April 1801 in Brasnicken; † 5. September 1872 in Erfurt) war ein preußischer Generalmajor.

## Leben

### Herkunft
August war ein Sohn des Erb- und Gerichtsherrn auf Adlig-Brasnicken Anton Heinrich Wernecke († 1806), und dessen Ehefrau Regina Friederike, geborene Praetorius. Sein Vater hatte das Gut von der verwitweten Gräfin von Schlieben gekauft.

### Militärkarriere
Wernecke trat am 12. Oktober 1817 als Jäger in die 1. und 2. Jägerabteilung der Preußischen Armee ein und avancierte bis Ende Mai 1820 zum Sekondeleutnant. Vom 1. Oktober 1823 bis zum 31. Juli 1826 war er zur weiteren Ausbildung an die Allgemeine Kriegsschule und 1828/30 zum topographischen Büro nach Berlin kommandiert. Ende November 1835 folgte eine Kommandierung auf ein Jahr zur 5. Pionierabteilung. Als Premierleutnant war Wernecke ab 30. März 1839 Adjutant beim Generalkommando des VIII. Armee-Korps. Unter Belassung in diesem Kommando wurde er am 7. Januar 1840 in die 3. und 4. Jägerabteilung versetzt und dann am 30. März 1840 als Adjutant beim Gouvernement von Koblenz und Ehrenbreitstein kommandiert. Am 8. Januar 1842 wurde Wernecke zum Kapitän befördert und dem Generalstab aggregiert. Am 1. Mai 1843 kam er dann in den Generalstab des V. Armee-Korps. Vom 30. März 1844 bis zum 26. März 1847 war Wernecke Kompaniechef im 18. Infanterie-Regiment. Anschließend wurde er unter Beförderung zum Major Kommandeur des II. Bataillons im 19. Landwehr-Regiment. Dort wurde er am 16. Januar 1849 mit Pension zur Disposition gestellt.
Am 25. September 1849 trat Wernecke erneut in die Preußische Armee ein und wurde als Major im 12. Infanterie-Regiment angestellt. Er stieg Ende März 1853 zum Oberstleutnant auf, wurde am 10. Mai 1855 zum Kommandeur des 32. Infanterie-Regiment in Erfurt ernannt und in dieser Stellung Mitte Juli 1855 zum Oberst befördert. Er erhielt am 17. September 1857 den Roten Adlerorden III. Klasse mit Schleife und nahm am 14. September 1858 unter Verleihung des Charakters als Generalmajor seinen Abschied mit Pension. Er starb am 5. September 1872 in Erfurt.
Bei seiner Ernennung zum Major stand in seiner Beurteilung: „Ein in jeder Beziehung mit Eifer und Liebe dem Dienst ergeben. Der Ausbildung seiner Kompagnie unterzieht er sich mit vieler Sorgfalt und Fleiß. Eignet sich zur Beförderung außer der Tour.“

### Familie
Wernecke heiratete am 2. Januar 1834 in der Berliner Jerusalem-Kirche Florentine Franziska Wilhelmine Schindelmeister (1809–1841), Tochter des Kaufmanns Heinrich Balthasar Schindelmeister.